# Moje 3
Moje 3 byla dívčí hudební skupina pocházející ze Srbska. Působila ve složení Mirna Radulović, Nevena Božović a Sara Jovanović, jejich cílem byla účast na Beosongu. Všechny byly finalistky druhé sezóny Prvi glas Srbije (Први глас Србије). Brzy po skončení soutěže zformovaly skupinu a ucházely se o reprezentaci své země na Eurovizi.
Skupina reprezentovala Srbsko na Eurovizi 2013 v Malmö s písní Ljubav je svuda (Љубав је свуда). S počtem 10 994 přijatých SMS zpráv se skupina zúčastnila nočního finále a s 25 959 hlasy se stala reprezentanty Srbska na Eurovizi. O přízeň diváků bojovaly švédském Malmö v semifinále 14. května 2013, avšak neúspěšně. Píseň složil Sasa Milosevic Mare a otextovala Marina Tucaković.
Po mezinárodní soutěži, kde se Sara, Nevena a Mirna nekvalifikovaly do finále Eurovize coby skupina Moje 3, se společná cesta zpěvaček opět rozdělila.